# نادر انتصار
نادر انتصار (زادهٔ ۱۹۴۸) دانشمند سیاسی ایرانی‌تبار، پژوهشگر و محقق در امور سیاست خارجی، استاد و رئیس گروه علوم سیاسی و عدالت کیفری در دانشگاه آلابامای جنوبی آمریکا است. او دارای مدرک کارشناسی از دانشگاه کالیفرنیا و لس آنجلس و نیز دارای مدرک دکترا و کارشناسی از دانشگاه سنت لوئیس میسوری است. عمده دلیل شهرت او به خاطر تحقیقاتی است که در زمینهٔ سیاست خاورمیانه انجام داده.

## آثار
از نادر انتصار تا کنون چند کتاب به فارسی ترجمه شده‌است. از جملهٔ این کتابها می‌توان از کتاب سیاست کردها در خاورمیانه نام برد که توسط عرفان قانعی فرد به فارسی ترجمه و توسط انتشارات علم به چاپ رسیده‌است. این کتاب به مسئله کردها در چهار کشور ترکیه، عراق، سوریه و ایران می‌پردازد و چالشهای کردها با این چهار کشور خاورمیانه را بررسی می‌کند. دیگر اثر انتصار که به فارسی ترجمه شده، کتاب ماراتن مذاکرات هسته ای (از سعدآباد تا کوبورگ) است. این کتاب را نادر انتصار و کاوه افراسیابی، به صورت مشترک با هم نوشته‌اند، که توسط روح‌الله فقیهی و سعید جعفری به فارسی ترجمه و توسط انتشارات قومس به چاپ رسیده‌است. این کتاب به روایت یک دهه مذاکرات هسته ای میان ایران و غرب و فراز و فرودهایی که این مذاکرات با آن مواجه بوده می‌پردازد.